# توندوت
توندوت (به فرانسوی: Toundoute) یک کومون در مراکش است که در استان ورززات واقع شده‌است. توندوت ۱۱٬۸۷۷ نفر جمعیت دارد.